# Antonina Dymowa
Antonina Mykolajewna Dymowa (ukrainisch Антоніна Миколаївна Димова, * 16. Oktober 1955 in Korbomykolajiwka als Antonina Pustowit) ist eine ehemalige sowjetische Ruderin.

## Biografie
Antonina Dymowa war Teil der sowjetischen Crew, die bei den Olympischen Sommerspielen 1980 in Moskau Silber in der Regatta mit dem Doppelvierer gewann. Zur Besatzung gehörten neben Dymowa auch: Jelena Matijewskaja, Olga Wassiltschenko, Nadeschda Ljubimowa und Steuerfrau Nina Tscheremissina.